# 穆宗河畔苏洛库尔
穆宗河畔苏洛库尔（法語：Soulaucourt-sur-Mouzon，法語發音：[sulokuʁ syʁ muzɔ̃]）是法国上马恩省的一个市镇，属于肖蒙区。

## 地理
穆宗河畔苏洛库尔（48°11'54"N, 5°40'45"E）面积9.2 平方千米，位于法国大東部大區上马恩省，该省份为法国东北部内陆省份，北起马恩省和默兹省，西接奥布省，西南接科多尔省，东南接上索恩省，东临孚日省。
与穆宗河畔苏洛库尔接壤的市镇（或旧市镇、城区）包括：梅东维尔、格拉菲尼舍曼、乌特勒梅库尔、于尔维尔、弗雷库尔、默兹河和穆宗河间布尔蒙。

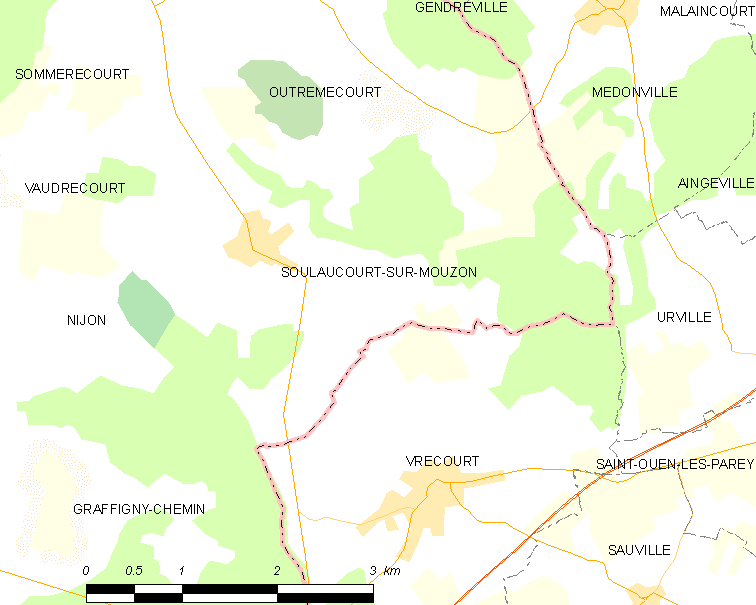
穆宗河畔苏洛库尔的OSM定位图

穆宗河畔苏洛库尔的时区为UTC+01:00、UTC+02:00（夏令时）。

## 行政
穆宗河畔苏洛库尔的邮政编码为52150，INSEE市镇编码为52482。

## 政治
穆宗河畔苏洛库尔所属的省级选区为普瓦松县。

## 人口

1962-2008年间穆宗河畔苏洛库尔人口变化图示

穆宗河畔苏洛库尔于2022年1月1日时的人口数量为98人。